# غرايم كامبل (سياسي)
غرايم كامبل (بالإنجليزية: Graeme Campbell) هو سياسي أسترالي، ولد في 13 أغسطس 1939 في أبينغدون أون تيمز ‏ في المملكة المتحدة. نشط حزبياً في حزب العمال الأسترالي (1980 – 1980) (1996 – 1996) (2001 – 2001). وقد انتخب عضو مجلس النواب الأسترالي عن دائرة Division of Kalgoorlie ‏ (18 أكتوبر 1980 – 3 أكتوبر 1998).